# Stephanie Heckner

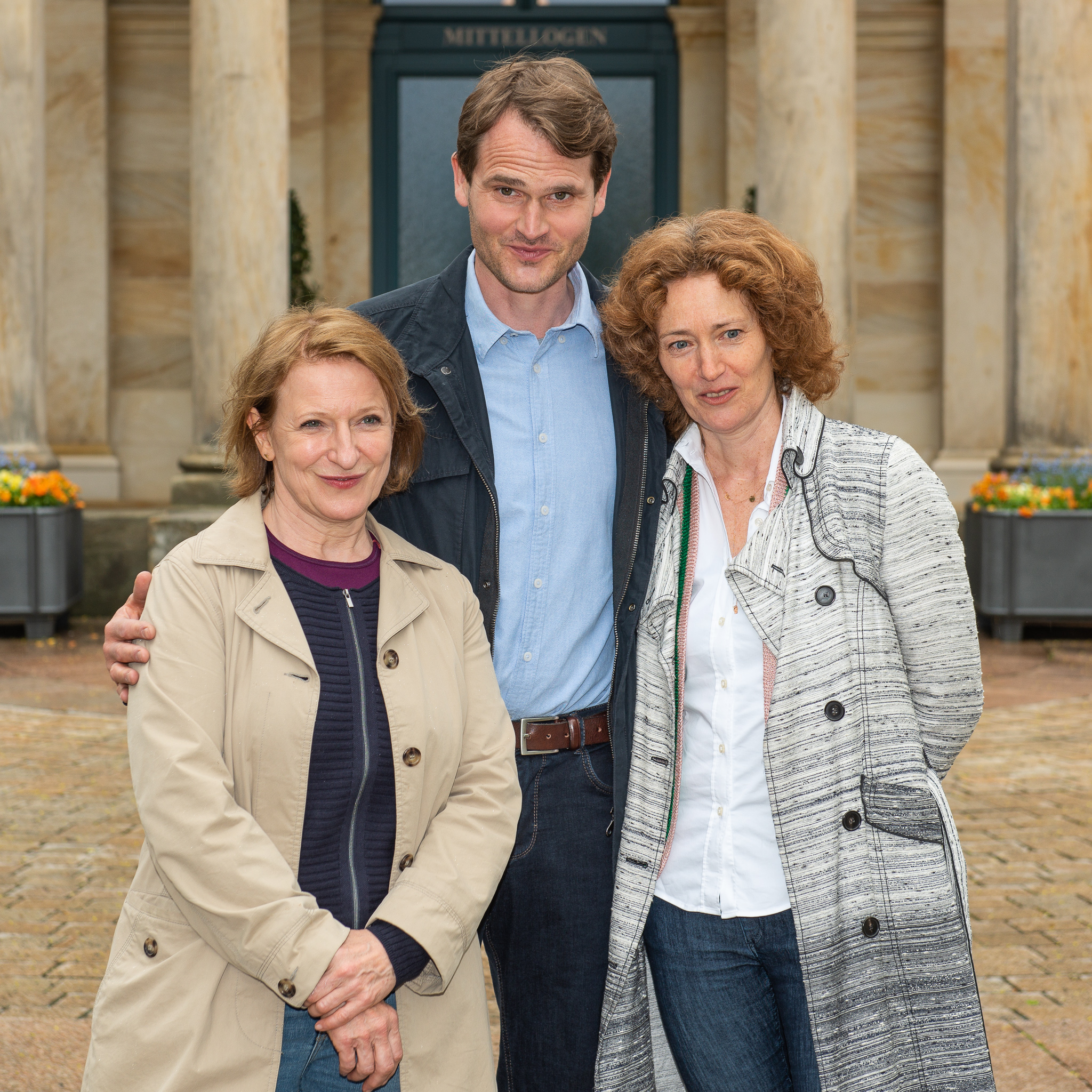
Stephanie Heckner (rechts) mit den Tatort-Darstellern Dagmar Manzel und Fabian Hinrichs (2018)

Stephanie Heckner (* 1962 in Siegen; † 27. März 2023 in München) war eine deutsche Film- und Fernsehproduzentin und Redakteurin. Sie war vorwiegend für den Bayerischen Rundfunk tätig, zuletzt als Leiterin der Redaktion Reihen und Mehrteiler.

## Leben
Heckner studierte Germanistik, Deutsch als Fremdsprache und Philosophie. Sie promovierte und verbrachte ihre ersten Berufsjahre im Ausland. Mitte der 1990er-Jahre wechselte sie als Redakteurin ins Filmgeschäft und übernahm 1997 die Leitung der damaligen Serienredaktion des Bayerischen Rundfunks.
Heckner wirkte als Produzentin und Redakteurin maßgeblich mit an den BR-Reihen Heimatkrimi, den Kluftinger- und den Eberhoferkrimis sowie den Tatort-Episoden der Nürnberger Ermittler Ringelhahn und Voss. Letztere hat sie, nachdem sie ab 2013 für den Münchner Tatort um die Kommissare Batic und Leitmayr tätig gewesen war, maßgeblich mitentwickelt und verantwortete unter anderem die Besetzung der Hauptrollen mit den nicht aus Franken stammenden Hauptdarstellern Dagmar Manzel und Fabian Hinrichs.
Heckner starb am 27. März 2023 nach langer, schwerer Krankheit. Der letzte Film, der unter ihrer Mitwirkung entstand, war der 2022 gedrehte Franken-Tatort Hochamt für Toni, der ihr gewidmet ist.

## Filmografie (Auswahl)
- 1997–2003: Verbotene Liebe (Fernsehserie, Redakteurin)
- 1998–2004: Marienhof (Fernsehserie, Redakteurin)
- 2000: Bei aller Liebe (Fernsehserie, Produzentin)
- 2002: Sternenfänger (Fernsehserie, Produzentin)
- 2003: Eine Liebe in Afrika (Fernsehfilm, Produzentin)
- 2005: Emilia – Familienbande (Fernsehfilm, Produzentin)
- 2006: Die Pferdeinsel (Fernsehfilm, Produzentin)
- 2007: Das Glück am Ende der Welt (Fernsehfilm, Produzentin)
- 2008: Freiwild – Ein Würzburg-Krimi (Fernsehfilm, Produzentin)
- 2008: Hilfe, miene Schwester kommt (Fernsehfilm, ausführende Produzentin)
- 2009: Erntedank – Ein Allgäu-Krimi (Fernsehfilm, ausführende Produzentin)
- 2010: Im Angesicht des Verbrechens (Fernsehserie, Produzentin)
- 2010: Sau Nummer vier (Fernsehfilm, Produzentin)
- 2011: Föhnlage – Ein Alpenkrimi (Fernsehfilm, Produzentin)
- 2011: Zwei übern Berg (Fernsehfilm, Produzentin)
- 2012: Türkisch für Anfänger (Produzentin)
- 2012: Milchgeld. Ein Kluftingerkrimi (Fernsehfilm, Produzentin)
- 2012: Bamberger Reiter. Ein Frankenkrimi (Fernsehfilm, Produzentin)
- 2013: Die Aufnahmeprüfung (Fernsehfilm, Produzentin)
- 2013: 24 Milchkühe und kein Mann (Fernsehfilm, Produzentin)
- 2014: Göttliche Funken (Fernsehfilm, Produzentin)
- 2014: Die reichen Leichen. Ein Starnbergkrimi (Fernsehfilm, Redakteurin)
- 2014: Winterkartoffelknödel (Co-Producer)
- 2016: Schweinskopf al dente (Koproduzentin)
- 2017: Grießnockerlaffäre (Koproduzentin)
- 2018: Sauerkrautkoma (Koproduzentin)
- 2019: Leberkäsjunkie (Koproduzentin)
- 2021: Kaiserschmarrndrama (Koproduzentin)
- 2022: Guglhupfgeschwader (Koproduzentin)